# Lynsey de Paul
Lynsey de Paul (gebürtig Lyndsey Monckton Rubin, * 11. Juni 1948 in Cricklewood, London; † 1. Oktober 2014 in Chelsea, London) war eine britische Sängerin und Songschreiberin. Beim Eurovision Song Contest 1977 trug sie gemeinsam mit Mike Moran das Lied Rock Bottom vor und erreichte damit den zweiten Platz.

## Leben und Karriere
Als Texterin des von der Gruppe The Fortunes gesungenen Liedes Storm in a Teacup hatte sie Anfang 1972 ihren ersten Hit in den britischen Charts. Ein halbes Jahr später konnte sie dort mit Sugar Me einen weiteren Titel platzieren, diesmal von ihr selbst gesungen. Er erreichte die Nummer eins der niederländischen, belgischen und spanischen Single-Charts. Die B-Seite war de Pauls Version von Storm in a Teacup und wurde im Soundtrack einer Folge der deutschen Fernsehserie Der Kommissar mit dem Titel Ein Mädchen nachts auf der Straße gespielt. In ihrem Durchbruchsjahr erreichten einige von De Pauls Songs die Hitparade in anderen Ländern wie Frankreich („Papa Do“ von Barry Green) und Thailand („Crossword Puzzle“ von Dana).
Eine deutschsprachige Version von On the Ride, einer Hit Single für Continental Uptight Band, konnte sich in der niederländischen Hitparade platzieren. Auch Frank Farian nahm ein de-Paul-Lied auf, das im Jahr 1973 als Single veröffentlicht wurde. Sie komponierte auch Dancin' (on a Saturday Night) mit Barry Blue, der 1973 Platz 9 der offiziellen deutschen Single-Charts erreichte. De Paul war außerdem Co-Autor von Blues UK-Hits „School Love“, „Miss Hit and Run“ und „Hot Shot“.
1974 war sie die erste Frau, die den Ivor Novello Award erhielt; ihr Lied Won’t Somebody Dance with Me aus dem Jahr 1973 bekam die Auszeichnung in der Rubrik „Beste Ballade“. Ein weiterer Ivor Novello Award für die Single No Honestly folgte 1975, diesmal in der Rubrik Bester Titelsong. In ihrem 1976 aufgenommenen Song If I Don’t Get You the Next One Will verarbeitete sie das Ende ihrer Affäre mit Ringo Starr. Unter anderem schrieb sie die UK-Top-40-Hits "Central Park Arrest" für Thunderthighs (1974) und "Let Your Body Go Downtown" für das Martyn Ford Orchestra (1977).
Mit dem Lied Rock Bottom, welches sie zusammen mit Mike Moran schrieb, nahm sie Eurovision Song Contest von 1977 teil und belegte den zweiten Platz hinter Marie Myriam aus Frankreich mit L’oiseau et l’enfant. Der Song erreichte in Deutschland, Frankreich, den Niederlanden, Österreich und der Schweiz vordere Plätze in den Single-Charts. Was die Verkaufszahlen beim Plattenkäufer-Publikum Europas angeht, war es der Gewinnerbeitrag und übertraf den Gewinner des Wettbewerbs, da allein in Deutschland eine Viertelmillion Exemplare verkauft wurden. Rock Bottom war die 38. meistverkaufte Single des Jahres 1977 in Deutschland und die 61. meistverkaufte Single in den französischen Jahresend-Charts 1977. Es war einer der Songs auf dem Hit-Album "Die ultimate Chart Show - Die erfolgreichsten Piano-Hits aller Zeiten" das 2010 die Spitze der deutschen Album-Charts erreichte, auf Platz 3 in der Schweiz und Platz 7 in Österreich.
Insgesamt schrieb sie zwischen 1972 und 1977 14 Songs, die in die britischen Charts kamen. Neben ihrer Musikkarriere betätigte sie sich auch als Schauspielerin in Fernsehserien und Musicals. In den 1980er Jahren produzierte Lynsey de Paul unter anderem zwei Klassik-Alben mit Musik von Händel und Bach. Ferner veröffentlichte sie die Single Air on a Heartstring/Arrival of the Queen mit dem Panflötisten Horea Crishan. Zu den Songs, die de Paul in den 1980er Jahren schrieb, gehören "A Little TC", aufgenommen von Sam Hui, Ricky Martin und Kidd Video, sowie "We Got Love", aufgenommen von The Real Thing, und "There's no Place Like London", als Single von Shirley Bassey veröffentlicht. Sie komponierte auch die Titelsongs für die BBC-Fernsehserien "Hearts of Gold" und "Olympian Way".
1989 erreichte eine aktualisierte Version von Dancin' On A Saturday Night '89 (Weekend Mix) von Barry Blue (Remix von Les Adams) die britischen Single-Charts und 1996 erreichte die von Julianne Regan (von All About Eve) gegründete Gruppe „Mice“ mit der EP-Single „The Milkman/Martian Man“ Platz 92. Martian Man war ein Song, den De Paul Mitte der 1970er Jahre schrieb und aufnahm.
1992 brachte sie ein Video über Selbstverteidigung mit dem Titel Taking Control heraus in England und auch in Deutschland unter dem Titel „Selbstverteidigung für Frauen Das komplette Trainingsprogramm“. Die Titelmusik und der Soundtrack zu diesem Video wurden von de Paul und Ian Lynn geschrieben und gespielt.
Lynsey de Paul starb am 1. Oktober 2014 im Alter von 66 Jahren in einem Londoner Krankenhaus an den Folgen einer Hirnblutung.

## Diskografie
Alben
- Sugar Me (1972)
- Surprise (1973)
- Lynsey Sings (1973)
- Taste Me Don’t Waste Me (1974)
- Love Bomb (1975)
- Tigers and Fireflies (1978)
- Before You Go Tonight (1990)
- Just a Little Time (1994)
- Sugar and Beyond: Anthology 1972–1974 (2013)
- Into My Music: Anthology 1975–1979 (2013)

## Sonstiges
Der führende Charakter, Phyllis, gespielt von Sophie Rois, singt de Pauls Lied Sugar Me im österreichischen Film Fräulein Phyllis (Regie und Drehbuch von Clemens Schönborn), aus dem Jahr 2004.
Eine Coverversion von Sugar von Claudine Longet erscheint im Soundtrack des deutschen Films Club der einsamen Herzen aus dem Jahr 2019.
Der Name der psychedelischen Folk-Band Lovebomb von Elke Sachsenmaier und Niels Kaiser wurde vom Song Love Bomb von Lynsey de Paul inspiriert.
Ein Kapitel im Buch „Breakfast on Pluto“ von Patrick McCabe trägt den Titel „Lynsey de Paul“, da die Figur Patrick von De Paul inspiriert ist und wie De Paul aussehen möchte. Ein weiteres Kapitel trägt den Titel „Dancing on a Saturday Night“ und erwähnt auch De Pauls ersten Hit „Sugar Me“.
Obwohl sie nie verheiratet war, hatte De Paul eine Reihe spektakulärer Liebesbeziehungen, darunter eine mit Ringo Starr und den Schauspielern Dudley Moore und James Coburn.